# Multinational Corps Southeast
Le Commandement multinational de la division sud-est de l'OTAN depuis Bucarest Headquarters Multinational Division Southeast ou HQ MND-E est un commandement militaire de l'OTAN basé à Bucarest en Roumanie et chargé du sud de l'Europe.

## Histoire
Créé le 31 août 2015 conjointement par l'armée roumaine et l'OTAN, il replace la structure qui incluait la 1e division d'infanterie roumaine
et inclus l'actuelle brigade multinationale sud-est.

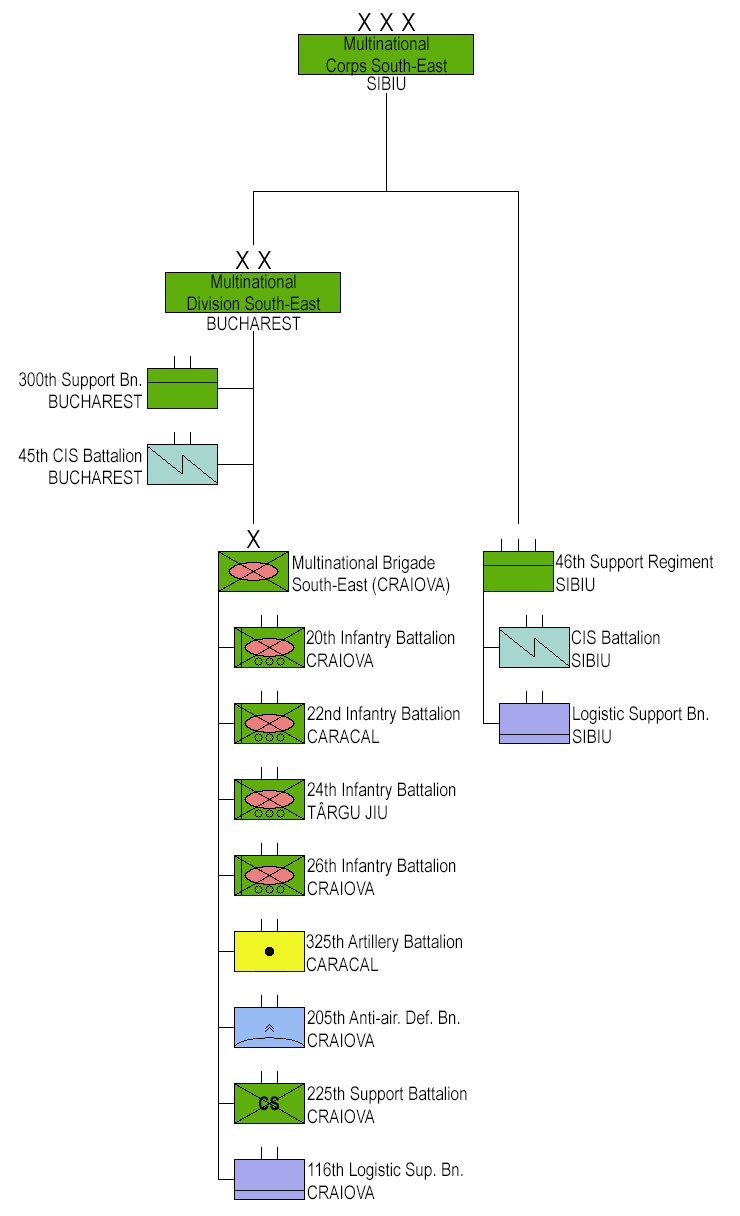
Unités opérationnelles des forces terrestres roumaines à partir de 2023 (cliquez sur l'image pour l'agrandir).

## Structure et personnel
- QG Bucarest[1]
  - Brigade multinational sud-est - Quartier général à Craiova
  - commandement avancé Brigade française - Quartier général à Bucarest
  - Mission Aigle - Quartier général à Cincu[2]
  - Groupe de combat multinational Bulgarie - Quartier général à Novo Selo,
  - 300e bataillon "SARMIS" - Quartier général à Bucharest[3]
  - 45e bataillon de renseignement et de communication "Captain Grigore Giosanu" - Quartier général à Bucharest[4]

- Commandant : général Dorin Toma[5]
  - Commandant adjoint : général Loïc Girard
  - chef d'état major : col. Ciprian Balica